# Houston Stewart Chamberlain
Houston Stewart Chamberlain (Southsea, Engleska; 9. rujna 1855. – Bayreuth, Njemačka; 9. siječnja 1927.),  bio je anglo-njemački pisac poznat po svojim antisemitskim i rasističkim djelima. 

## Životopis
Rođen je u mjestu Southsea, no ubrzo se preselio u Njemačku (1885.). Školovan je u Francuskoj i Beču. Godine 1908. oženio je kći njemačkog skladatelja Richarda Wagnera, a državljanstvo je dobio tek 1916. O Wagneru, kao i o Kantu i Goetheu, Chamberlain je napisao mnoge knjige. Najpoznatije djelo mu je Die Grundlagen des neunzehnten Jahrhunderts (Temelji devetnaestog stoljeća) iz (1899.), u kojem govori o superiornosti njemačkog naroda, za koji je tvrdio da je potomak superiorne arijevske rase. Njegove ideje o rasnoj „čistoći“ uvelike su utjecale na Hitlera. Njegovo djelo smatra se početkom antisemitizma u Europi XX. stoljeća.

## Vanjske poveznice
- Houston Stewart Chamberlain (engl.)